# Christian Willeit
Christian Willeit (* 22. Februar 1987 in Bruneck, Südtirol) ist ein italienischer Eishockeyspieler, der seit Juni 2018 beim HC Gherdëina in der Alps Hockey League unter Vertrag steht.

## Karriere
Christian Willeit begann seine Karriere in der Jugendabteilung des HC Pustertal. In der Saison 2005/06 kam er zu seinen ersten Einsätzen in der ersten Mannschaft seines Heimatvereines. In den folgenden Jahren war er ununterbrochen für den HC Pustertal aktiv und wuchs in den Reihen der Mannschaft zu einem wichtigen Verteidiger heran. Von 2011 bis 2013 fungierte er dabei als Assistenzkapitän der Pustertaler. Die folgenden beiden Saisonen verbrachte Willeit beim HC Neumarkt, es folgte für die Saison 2015/16 die Rückkehr nach Bruneck. Anschließend lief der Verteidiger erneut zwei Saisonen für den HC Neumarkt aufs Eis. Nach einem kurzen Engagement beim HC Meran wechselte der Südtiroler zur Saison 2018/19 zum HC Gherdëina.

### International
Für Italienische Juniorenmannschaften nahm Christian Willeit an der Weltmeisterschaft U18 2005, Weltmeisterschaft U20 2006 und Weltmeisterschaft U20 2007 teil.

## Erfolge und Auszeichnungen
- 2006: Bronze-Medaille mit der Juniorenmannschaft U20
- 2011 Sieger Coppa Italia mit dem HC Pustertal
- 2011 Vizemeister der Serie A1 mit dem HC Pustertal
- 2014 Meister der Inter-National-League mit dem HC Neumarkt